# اقتصاد الشرق الأوسط

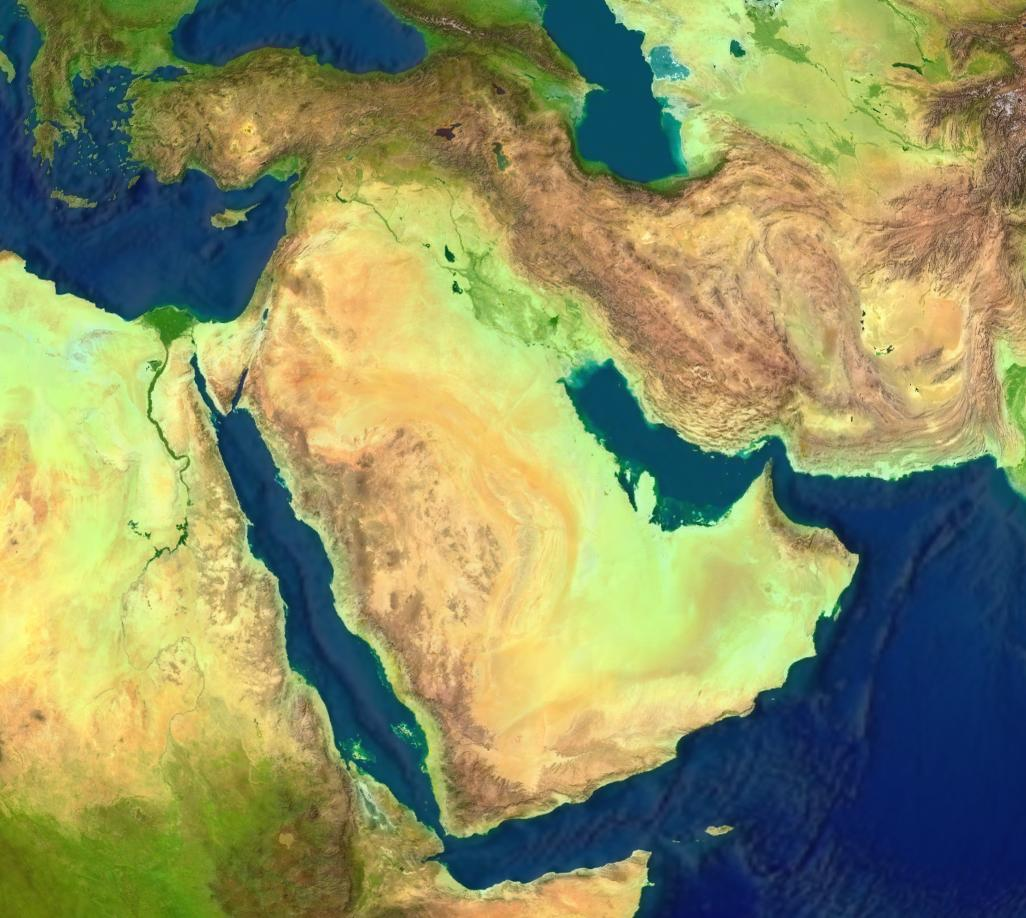
صورة أقمار صناعية لمنطقة الشرق الأوسط

اقتصاد الشرق الأوسط أو الاقتصاد في الشرق الأوسط يتنوع الاقتصاد في الشرق الأوسط كثيراً. المنطقة تتكون من الأردن، الإمارات العربية المتحدة، إسرائيل، إيران، البحرين، تركيا، السعودية، سوريا، العراق، سلطنة عمان، قطاع غزة، دولة فلسطين، قطر، الكويت، لبنان، مصر، واليمن. تتراوح الاقتصاديات الفردية من اقتصاديات دول ريعية مصدرة للنفط إلى اقتصاديات اشتراكية تقودها الحكومة إلى الأسواق الحرة. تشتهر المنطقة إجمالاً بإنتاج وتصدير النفط. لا تؤثر صناعة النفط على المنطقة بأسرها، سواء من حيث الثروات الناتجة عنها أو من خلال الحركة العمالية. بذلت معظم الدول في المنطقة جهوداً لتنويع اقتصادياتها في السنوات الأخيرة. تشير التقارير أن عدد المنشورات العلمية الواردة في قاعدة بيانات شبكة العلوم إلى أن النمو القياسي في الشرق الأوسط خاصة في إيران وتركيا أسرع بأربع مرات من بقية دول العالم.

## إحصائيات
تبيّن تحليلات صندوق النقد الدولي لمحددات النمو أن المزيد من التكامل مع الأسواق الدولية سيوفر تعزيزاً وتحسّناً في الدخل والنمو.
| منطقة الشرق الأوسط وشمال أفريقيا             | 2009 | 2011 | 2011 |
| -------------------------------------------- | ---- | ---- | ---- |
| النمو الفعلي في الناتج المحلي الإجمالي       | 2.8  | 3.6  | 4.5  |
| النمو الفعلي في الناتج المحلي الإجمالي (PPP) | 2.7  | 3.5  | 4.5  |
| صادرات (نسبة التغيير)                        | -9.5 | 2.6  | 5.2  |
| واردات (نسبة التغيير)                        | 1.2  | 4.9  | 6.6  |
| حساب جاري (% الناتج المحلي الإجمالي)         | -0.1 | 1.5  | 0.9  |

| الرتبة | الدولة                   | الناتج المحلي الإجمال لكل نسمة | التاتج المحلي الإجمالي(PPP) Total ($US B) |
| ------ | ------------------------ | ------------------------------ | ----------------------------------------- |
| 1      | قطر                      | $102,900                       | $101.2                                    |
| 2      | الكويت                   | $40,700                        | $150.2                                    |
| 3      | الإمارات العربية المتحدة | $42,000                        | $200.4                                    |
| 4      | إسرائيل                  | $31,000                        | $245.3                                    |
| 5      | عمان                     | $23,900                        | $69.43                                    |
| 6      | البحرين                  | $21,200                        | $22.85                                    |
| 7      | السعودية                 | $20,400                        | $581.3                                    |
| 8      | تركيا                    | $16,067                        | $1189.9                                   |
| 9      | لبنان                    | $16,000                        | $46.03                                    |
| 10     | إيران                    | $12,900                        | $876                                      |
| 11     | مصر                      | $6,000                         | $470.4                                    |
| 12     | الأردن                   | $5,300                         | $33.06                                    |
| 13     | سوريا                    | $4,600                         | $102.5                                    |
| 14     | العراق                   | $3,600                         | $249.4                                    |
| 15     | الضفة الغربية            | $2,900                         | $ N/A                                     |
| 16     | اليمن                    | $2,500                         | $58.2                                     |
| 17     | قطاع غزة                 | $2,494                         | $ N/A                                     |

## حسب البلد والإقليم

### البحرين
في عام 2018 كان نصيب الفرد من الناتج المحلي الإجمالي في البحرين 50.700 دولار أمريكي. تمتلك البحرين أول اقتصاد «بعد النفط» في الخليج العربي. منذ أواخر القرن العشرين، استثمرت البحرين بكثافة في قطاعي البنوك والسياحة. عاصمة البلاد، المنامة، تعتبر مركزًا لعدد كبير من المؤسسات المالية الكبيرة. كما تتميز البحرين بمؤشر تنمية بشرية مرتفع (في المرتبة 48 عالميًا) بالإضافة لاعتراف البنك الدولي بها كدولة ذات اقتصاد مرتفع الدخل. وسّعت البحرين من قدراتها الصناعية لتشمل إنتاج الألمنيوم ووقّعت اتفاقية تجارة حرة مع الولايات المتحدة الأمريكية في محاولة منها لتوسيع قاعدة صادراتها. كما أثبتت البحرين نفسها كلاعب مهم في قطاع الخدمات المصرفية الإسلامية سعيًا منها للتوسع إلى ما هو أبعد من صادرات الموارد وإلى دور أكبر في صناعة الخدمات الدولية.

### لبنان
بلغت حصة الفرد من الناتج المحلي الإجمالي في لبنان 16.000 دولار أمريكي في عام 2012. في ذلك الوقت، ووفقًا لكتاب حقائق العالم الصادر عن وكالة المخابرات المركزية، كان نصيب الفرد من الناتج المحلي الإجمالي في لبنان هو الأعلى بعد الدول الست الأعضاء في مجلس التعاون الخليجي (جي سي سي) وإسرائيل. مع ذلك، فإن الاقتصاد اللبناني قد أُعيق بشدة جراء النزاع الطائفي الداخلي والصراع مع إسرائيل. تراكمت على الحكومة ديون كبيرة في محاولة منها لإعادة إعمار البنية التحتية الوطنية عُقب الحرب الأهلية اللبنانية. بفضل المساعدات الخارجية، قطعت الدولة أشواطًا في إعادة الإعمار، إلا أنها بقيت متخلفة إلى حد كبير. بلغ عجزها التجاري نحو 8 مليارات دولار وديونها الخارجية 31.6 مليار دولار. تجري عملية إعادة بناء الاقتصاد اللبناني، لاسيما من خلال النمو الملحوظ لصناعته (بما فيها الإسمنت) وقطاع الخدمات الذي يمثل أكثر من 70% من اقتصاد البلاد. تسترجع بيروت مكانتها كمركز مالي للشرق الأوسط مع عودة الاستثمارات الأجنبية في جميع القطاعات، مدعومةً بالنمو المستقر.

### العراق
نحو 30 سنة من الحروب، ضد إيران في ثمانينيات القرن الماضي وضد الولايات المتحدة منذ عام 1991، كانت كفيلة بترك أثر وخيم على الاقتصاد العراقي. بقي النشاط الاقتصادي الرئيسي للعراق يقتصر على إنتاج النفط. أدى نقص التنمية في بقية القطاعات إلى نسبة بطالة تتراوح بين 18 إلى 30% وإلى ناتج محلي إجمالي للفرد منخفض قدره 4000 دولار أمريكي. ساهمت مساعدات إعادة الإعمار في دعم البنية التحتية للبلاد، مع ذلك، عطّل التمرد المستمر الانتعاش الاقتصادي.

### الكويت
تعتبر العملة الكويتية وحدة النقد الأعلى قيمةً في العالم. كان للكويت في عام 2010 ثاني أكبر اقتصاد حر في الشرق الأوسط. تشكّل الصناعات غير النفطية (خدمات تجارية، تصنيع، تجارة التجزئة، مؤسسات مالية، بناء، نقل وعقارات) نحو 57% من الناتج المحلي الإجمالي للكويت. بينما يُشكل البترول نحو 43% من الناتج المحلي الإجمالي، و87% من عائدات التصدير، و75% من الدخل الحكومي. تصدّر الكويت أيضًا الأسمدة الكيماوية. تبلغ حصة الفرد الواحد من الناتج المحلي الإجمالي 71.900 دولار أمريكي. استثمرت الحكومة الكويتية إيراداتها كجزء من خطة التنويع كما تحتفظ بصندوق ثروة سيادية كبير. شكّلت هذه الاستثمارات في عام 2008 أكثر من نصف الناتج المحلي الإجمالي للكويت. تُشكل العمالة من غير الكويتيين 60% من اليد العاملة في الكويت.